# Meridiaan (geografie)

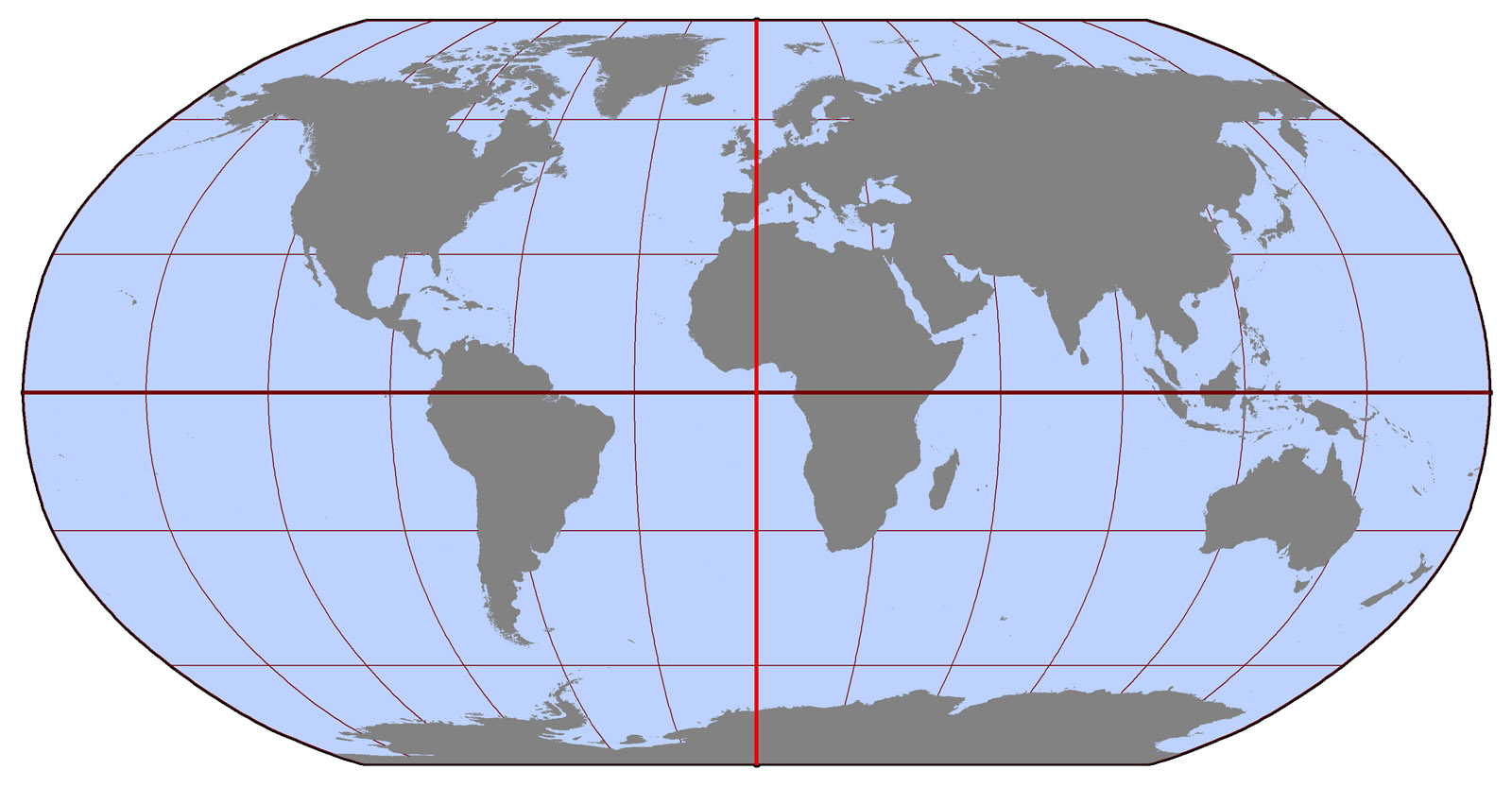
Meridianen lopen tussen de geografische noord- en zuidpool van de aarde.

Een meridiaan of lengtecirkel is in de aardrijkskunde een denkbeeldige lijn over het aardoppervlak van pool naar pool, die haaks staat op de evenaar. Zij verbindt alle punten met een bepaalde lengtegraad. Daarmee vormt deze lijn de helft van een grootcirkel.

## Betekenis

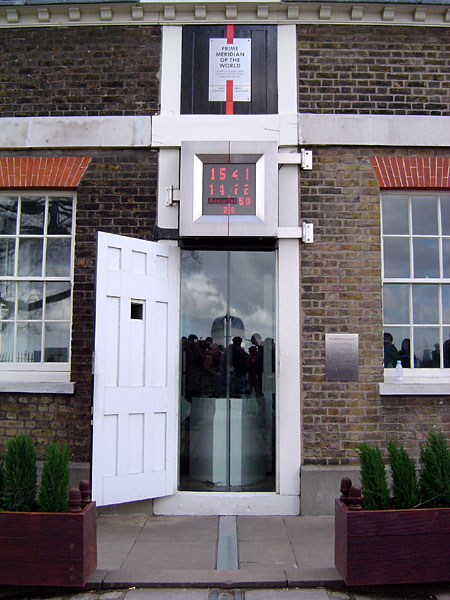
Merkteken van de meridiaan van Greenwich

Een meridiaan verbindt alle punten waar de zon tegelijkertijd op haar hoogste punt staat. Rond de evenaar is de aarde verdeeld in 360 graden, die vanaf een referentielijn (of nulmeridiaan) worden uitgemeten, en aangeduid worden in graden (van 0 tot 180) oosterlengte, respectievelijk westerlengte. In het verleden is ook wel een enkelzijdige telling gehanteerd — van 0 tot 360. Samen met de positie in graden ten opzichte van de evenaar (de breedtegraad) en eventueel de hoogte kan elke plek op aarde eenduidig worden aangegeven. De laatste eeuw maken deze coördinaten meestal deel uit van een groter geheel aan standaarden en referentieparameters, dat men een geodetisch coördinatensysteem noemt.
De 360° van de omtrek van de planeet kan verdeeld worden in 24 zones van 15° elk, die door de draaiing van de aarde overeenkomen met telkens 1 uur tijdsverschil. Andersom betekent 1 uur waargenomen tijdsverschil dus een lengteverschil van 15 graden. De onderlinge relatie van deze twee grootheden speelde tot in de negentiende eeuw een hoofdrol bij onder andere navigatie: met een steeds nauwkeurigere vaststelling van tijdsverschillen kon de geografische lengte worden bepaald. 
Daarna kreeg de meridiaan er de rol van ijkpunt in de tijd bij. Zo'n honderd jaar lang is de Greenwich Mean Time de internationale standaard geweest, gebaseerd op de middelbare zonnetijd op de meridiaan in die plaats.

## Etymologie
Het woord 'meridiaan' komt van het Latijnse 'meridies' dat 'midden van de dag' of 'middag' betekent. De zon passeert een bepaalde meridiaan precies halverwege het tijdstip van zonsopkomst en het tijdstip van zonsondergang. Hetzelfde Latijnse woord heeft trouwens ook geleid tot de begrippen 'ante meridiem' (AM of 'voor de middag') en 'post meridiem' (PM of 'na de middag').

## Tijdmeting
Het is overigens niet zo dat het passeren van de zon over de meridiaan (ook wel culminatie genoemd) exact om 12 uur gebeurt, behalve voor wie het uur, het zonne-uur in dat geval, op een zonnewijzer afleest. Er zijn drie hoofdredenen hiervoor:
1. Door de indeling van de aarde in tijdzones zou dit alleen voor de centrale meridiaan in een tijdzone gelden. Bij een "ideale" indeling van tijdzones kan de lokale gemiddelde zonnetijd tot een half uur afwijken. In de praktijk worden tijdzones door politieke, nationale en historische overwegingen bepaald. De tijd op de meridiaan van Amsterdam (5° oost) zou slechts 20 minuten voorlopen op Greenwichtijd, in de Tweede Wereldoorlog is besloten dat Nederland de Berlijnse tijd zou aanhouden, die eigenlijk voor 15° oosterlengte correct is. Gedurende de zomertijd komt daar nog een uur bij.
2. Een tweede reden waarom de zon niet exact om 12 uur culmineert ligt in het feit dat de baan van de aarde niet exact cirkelvormig maar licht elliptisch is. Hierdoor loopt de aarde in de "binnenbocht" iets sneller dan in de buitenbocht.
3. Een andere, kleinere afwijking wordt veroorzaakt door het feit dat de zon gedurende het jaar langs de ecliptica beweegt en niet langs de hemelequator.

Beide laatste effecten zorgen ervoor dat de zon gedurende het jaar om 12 uur een "8-vormige" figuur (een analemma) lijkt te beschrijven; de afwijking varieert van −14'14" op 11 februari tot +16'26" op 3 november.